# Bryum laetum
Bryum laetum är en bladmossart som beskrevs av Lindberg 1883. Bryum laetum ingår i släktet bryummossor, och familjen Bryaceae. Inga underarter finns listade i Catalogue of Life.